# Parc provincial de Dungeon
Le parc provincial de Dungeon (anglais : Dungeon Provincial Park) est un parc provincial de Terre-Neuve-et-Labrador, au Canada, situé sur la péninsule de Bonavista, près de la ville de Bonavista.  Ce petit parc de deux hectares protège deux arches naturelles reliées à un gouffre littoral issu d'une ancienne grotte marine écroulée à la mer, la forme générale rappelant un donjon.